# Аеродинамічне нагрівання

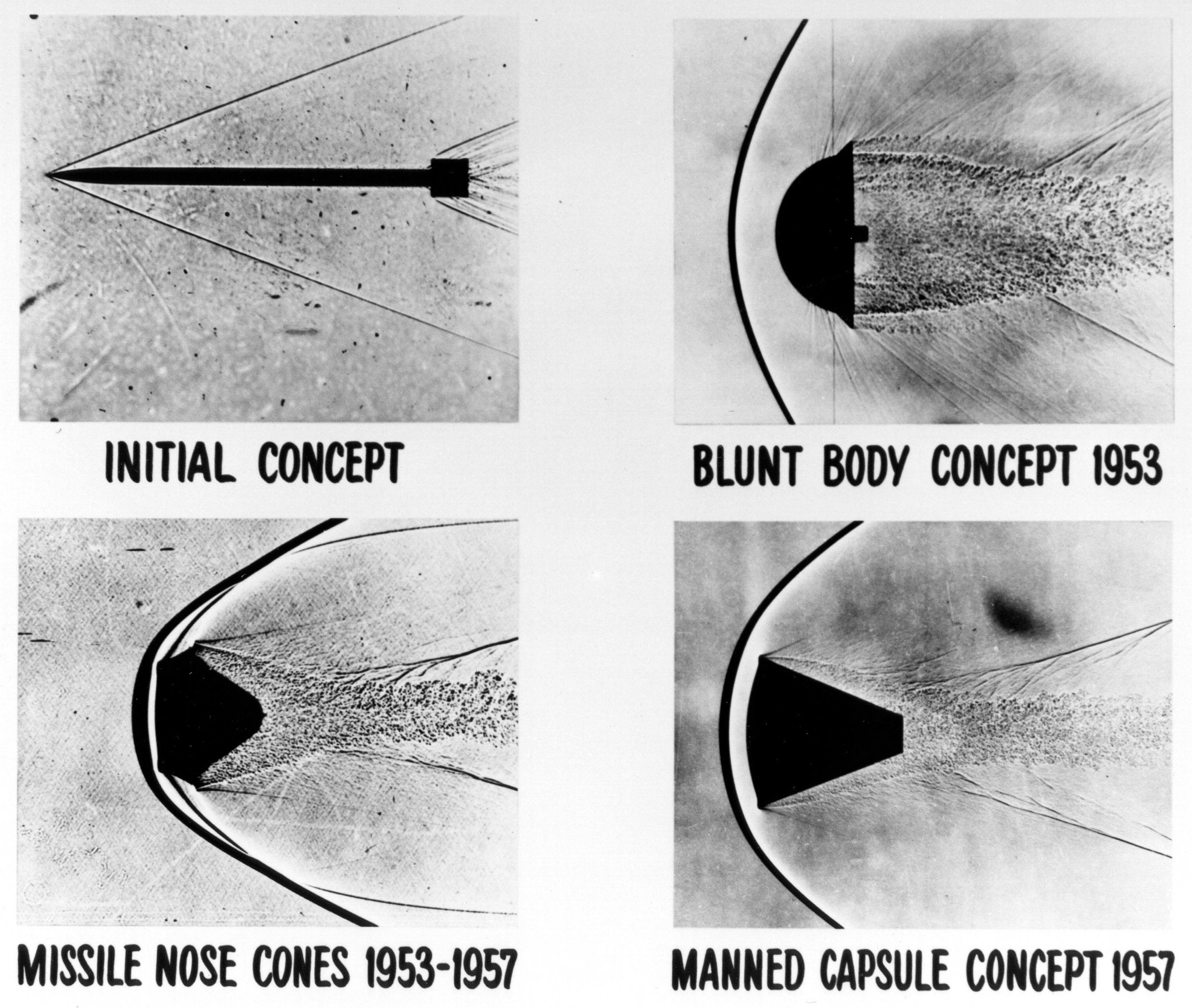
Ці чотири тінеграми представляють ранню коцепцію апаратів повторного входження. Тінеграма дає можливість побачити збурення, які відбуваються у потоку плину на високих швидкостях, в яких світло проходячи крізь плин заломлюється завдяки перепадам щільності плину, що призводить до утворення яскравіших і темніших зон на екрані розміщеному позаду плину. Джуліан Ален започаткував і розробив теорію необтічного (тупого) тіла, яка уможливила розроблення теплового щита використаного в космічних капсулах Меркурій, Джеміні і Аполлон, завдяки чому космонавти були здатні пережити вогняне входження до атмосфери Землі. Тупе тіло породжує ударну хвилю попереду себе (видно на зображені), яка захищає апарат від надмірного нагрівання. У висліді, апарати у формі тупого тіла можуть залишатись холоднішими ніж загострені апарати із низьким опором.

Аеродинамічне нагрівання — це нагрівання твердого тіла у висліді високошвидкісного проходження крізь повітря (або через протікання повітря навколо статичного тіла), таким чином його кінетична енергія перетворюється на тепло через адіабатичне нагрівання, і через поверхневе тертя оболонки об'єкта з інтенсивністю залежною від в'язкості і швидкості повітря. В інженерних науках на це часто зважають розглядаючи метеори, входження космічних апаратів до атмосфери і дизайн високошвидкісних літаків.